# عادل حسين يحيى
عادل يحيى (1959-) هو مؤرخ فلسطينيولد في مخيم الجلزون، درس المرحلة الإبتدائية والإعدادية في مدارس مخيم الجلزون، واستكمل تعليمه الثانوي في رام الله. حصل على درجة البكالوريوس في تاريخ الشرق الأوسط عام 1981 من جامعة بيرزيت، وحصل أيضاً على درجة الماجستير في التاريخ القديم من جامعة بنسلفانيا الأمريكية في فيلادلفيا عام 1986. كانت أطروحته بعنوان: "أصل الفلسطينيين". وفي عام 1995 حصل على درجة الدكتوراة في تاريخ وآثار الشرق الأوسط من جامعة برلين الحرة بألمانيا، وكانت أطروحته بعنوان: "دخول الحديد في فلسطين ومنطقة البحر الأبيض المتوسط".
عمل في التدريس والبحث في جامعة بيرزيت وجامعات ومراكز بحث محلية وعالمية مختلفة. أسس عام 1996 بالتعاون مع آخرين مركزًا للتوثيق والأبحاث باسم “المؤسسة الفلسطينية للتبادل الثقافي”، وعمل منذ ذلك الحين مديراً له. بذل جهداً كبيراً في البحث والتوثيق، مع تركيز خاص على التاريخ الشفوي الفلسطيني والتراث الثقافي للبلاد. حيث أسهم بشكل كبير في مجال التاريخ الفلسطيني، حيث أصدر مئات المقالات العلمية التي تناولت تاريخ فلسطين، وبالأخص قضايا اللاجئين والآثار الفلسطينية. وقد لاقت كتاباته انتشاراً واسعاً، إذ تُرجمت إلى لغات عدة مثل الإنجليزية، الإيطالية، الفرنسية، الألمانية، الإسبانية، البرتغالية، العربية، وغيرها.

## كتبه
1. التاريخ الشفوي ، مناهج وتقنيات البحث ، جامعة بيرزيت عام 1991.
2. من يصنع التاريخ: التاريخ الشفوي للإنتفاضة ، مؤسسة تامر للتعليم المجتمعي عام 1992.
3. دليل فلسطين السياحي-الضفة الغربية والقطاع ، المؤسسة الفلسطينية للتبادل الثقافي عام 1988.
4. اللاجئون الفلسطينيون 1948-1998، المؤسسة الفلسطينية للتبادل الثقافي عام 1999.
5. بين انتفاضتين-التاريخ الشفوي الفلسطيني، المؤسسة الفلسطينية للتبادل الثقافي عام 2004.
6. القبض عن النمر من ذيله، المؤسسة الفلسطينية للتبادل الثقافي وجمعية الإغاثة الزراعية عام 1994.
7. أصل الفلسطينيين، المؤسسة الفلسطينية للتبادل الثقافي عام 2006.

## مقالاته
1. دور مخيمات اللاجئين في الإنتفاضة، في كتاب "فلسطين على مفترق الطرق" عام 1990.
2. المصادر التاريخية: في كتاب "المرأة الفلسطينية والذاكرة" عام 1998.
3. معنى حق العودة للأجيال الفلسطينية المتعاقبة عام 2005.
4. التراث الثقافي والقومية في الشرق الأوسط عام 2005.
5. التضحية بآثار فترة ما قبل التاريخ في الأراضي المقدسة عام 2005.